# Любачівський повіт (ІІ Річ Посполита)
Любачівський повіт (пол. Powiat lubaczowski) — адміністративна одиниця у складі Львівського воєводства Польської республіки у 1923-1939 рр. та СРСР у 1939—1940 рр.

## Історія

### У складі Польщі
Утворений 1 січня 1923 року внаслідок перенесення адміністративного центру з Чесанова з перейменуванням Чесанівського повіту.
1 квітня 1930 р. присілок Чотирибоки вилучено з сільської гміни Старе Село Любачівського повіту і включено до сільської гміни Вілька Жапалівська того ж повіту.
Розпорядженням міністра внутріщніх справ 26 березня 1934 р. землі «Островецькі Ниви» вилучені з території села Острівець та приєднані до села Лисі Ями а село Острівець приєднано до міста Любачів.
15 червня 1934 р. села Жапалів і Вілька Жапалівська передані з Любачівського повіту до Ярославського, також присілок Ігначе вилучений з сільської гміни Старе Село Любачівського повіту і включений до сільської гміни Радава Ярославського повіту, натомість з Ярославського передане село Нова Гребля до Любачівського повіту. Того ж дня з Яворівського повіту вилучено ґміни Будомєж і Грушув і приєднано до Любачівського повіту. Натомість з Любачівського повіту вилучено ґміну Ліповєц (з присілками Лінденау і Майдан) і включено її у Яворівський повіт. До повіту входило 66 адміністраційних ґмін: 64 сільські і 2 міські. До міської ґміни в Любачеві належало місто разом із присілками Балаї, Гурче і Мокриця.
1 серпня 1934 р. здійснено новий поділ на сільські гміни внаслідок об'єднання дотогочасних (збережених від Австро-Угорщини) ґмін, які позначали громаду села. Новоутворені ґміни відповідали волості — об'єднували громади кількох сіл або (в дуже рідкісних випадках) обмежувались єдиним дуже великим селом.

### Адміністративний поділ повіту 1934—1939

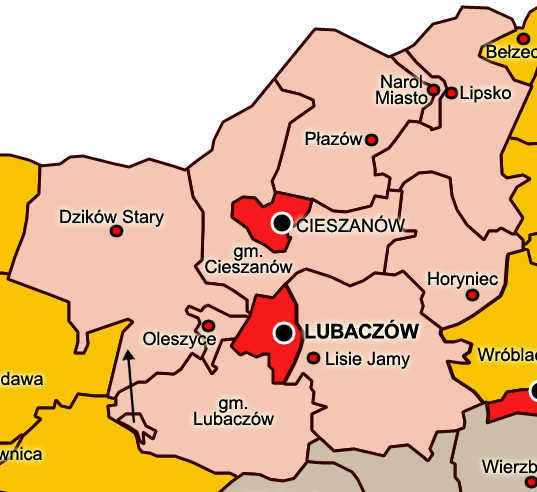
Любачівський повіт

В склад повіту входили такі ґміни:
Сільські ґміни (в 1934 році)
- Ґміна Олешичі
- Ґміна Наріль
- Ґміна Лісє Ями
- Ґміна Любачів
- Ґміна Дзікув Стари
- Ґміна Чесанів
- Ґміна Плазув
- Ґміна Ліпско
- Ґміна Горинєц

Міста
- Любачів
- Чесанів (з 1934)[7].

### Перейменування
Рішенням міністра внутрішніх справ 25 листопада 1938 року змінені німецькі назви поселень (колоній) на польські:
- Полянка Горинєцка (Polanka Horyniecka) замість Дойчбах — нім. Deutschbach.

Рішенням міністра внутрішніх справ 11 березня 1939 року змінені німецькі назви поселень (колоній) на польські:
- Каролювка (замість Бурґав — нім. Burgau)
- Подлєсє (замість Райхав — нім. Reichau)
- Домбкув (замість Фельзендорф — нім. Felsendorf)
- Ковалювка (замість Фрайфельд — нім. Freifeld)

### Населення
У 1907 році українці-грекокатолики становили 52 % населення повіту.
У 1939 році в повіті проживало 93 200 мешканців (49 560 українців-грекокатоликів — 53,17 %, 13 555 українців-римокатоликів — 14,54 %,, 20 265 поляків — 21,74 %, 240 польських колоністів міжвоєнного періоду — 0,26 % 9 235 євреїв — 9,91 % і 345 німців та інших національностей — 0,37 %).
Публіковані польським урядом цифри про національний склад повіту за результатами перепису 1931 року (з 87 266 населення ніби-то було аж 43 294 (49,61 %) поляків при 38 237 (43,82 %) українців, 5 485 (6,28 %) євреїв і 124 (0,14 %) німці) суперечать даним, отриманим від місцевих жителів (див. вище), та пропорціям за допольським (австрійським 1907 року) і післяпольським (радянським 1940 і німецьким 1943) переписами.

## У складі СРСР
У середині вересня 1939 року німці окупували територію повіту, однак вже 26 вересня 1939 року мусіли відступити, оскільки за пактом Ріббентропа — Молотова правобережжя Сяну належало до радянської зони впливу. 27 листопада 1939 р. повіт включений до новоутвореної Львівської області й одночасно до повіту включені волості Ярославського повіту:
- Ляшківську
- Вязовицьку
- Радівської — села Радова і Цетула та містечко Синева
- Радимнівської — села Лази, Дунковиці, Михайлівка, Грабовець і Неновиці.

17 січня 1940 — терен повіту розділили на Любачівський, Горинецький, Синявський і Ляшківський райони. В червні 1941, з початком Радянсько-німецької війни, територія знову була окупована німцями. В липні 1944 року радянські війська оволоділи цією територією. У жовтні 1944 року територія зі складу Львівської області віддана Польщі. Українське населення вивезено до СРСР та на понімецькі землі.
Єдине село старого Любачівського повіту, яке залишилося в Україні - село Грушів колишньої гміни Лісі Ями.